# Cratere Ikapati
Ikapati  è un cratere sulla superficie di Cerere.